# نادي الصواري
نادي الصواري السعودي هو أحد أندية الدرجة الثالثة في في جزيرة فرسان في جازان ، تأسس عام 1980م .